# کرایست‌چرچ سیتی هلدینگ
کرایست‌چرچ سیتی هلدینگ (انگلیسی: Christchurch City Holdings) شرکت سرمایه‌گذاری نیوزیلندی است، که در سال ۲۰۰۰ تأسیس شد.